# Cugino, cugina
Cugino, cugina (Cousin, Cousine) è un film francese del 1975 diretto da Jean Charles Tacchella.
Fu candidato all'Oscar al miglior film straniero.
Nel 1989 il regista statunitense Joel Schumacher ne ha realizzato un remake dal titolo Cugini.

## Riconoscimenti
- 1977 - Premio Oscar
  - Candidatura Miglior film straniero (Francia)
  - Candidatura Migliore attrice protagonista a Marie-Christine Barrault
  - Candidatura Migliore sceneggiatura originale a Jean-Charles Tacchella e Danièle Thompson
- 1977 - Golden Globe
  - Candidatura Miglior film straniero (Francia)
- 1976 - Premio César
  - Migliore attrice non protagonista a Marie-France Pisier
  - Candidatura Miglior film
  - Candidatura Migliore attore protagonista a Victor Lanoux
  - Candidatura Migliore sceneggiatura a Jean-Charles Tacchella
- 1978 - Kansas City Film Critics Circle Awards
  - Miglior film straniero (Francia)